# Aiyoku no ki
Aiyoku no ki (愛慾の記) là một bộ phim câm Nhật Bản năm 1930 của đạo diễn Heinosuke Gosho và do Akira Fushimi viết kịch bản. Phim có sự tham gia của Kinuyo Tanaka và Ichirō Yuki.

## Diễn viên
- Kinuyo Tanaka
- Ichirō Yuki
- Kikuko Hanaoka
- Jun Arai
- Kimiko Hikari
- Hikaru Yamanouchi